# 熱闘シリーズ
熱闘シリーズ（ねっとうシリーズ）は、タカラ（現・タカラトミー）が開発・発売を行った、ゲームボーイ向けに移植された対戦型格闘ゲームのシリーズである。1994年に第1作『熱闘サムライスピリッツ』が発売された。

## 概要
本シリーズは、全作品のタイトルに『熱闘』の文字を冠している。ほとんどがSNKのネオジオ向け格闘ゲームのアレンジ移植版であるが、一部ADKやタカラの作品も含まれている。当時のタカラはスーパーファミコン向けなどへもSNKの格闘ゲームの移植を行っていたが、本シリーズはゲームボーイ向けであることからグラフィックが大幅に変更され、全般的にデフォルメを施されたものとなっている。キャラクターも縮小されてちびキャラとなっており、ボタン数が少ないためボタンを押した長さによって強弱を使い分けるシステムを採用するなど、原作とは大幅に異なるゲーム性となっている。
代わりにオリジナル要素を多く搭載し、原作には登場しない隠しキャラクターなどが簡単なコマンドで使用できるなど、『熱闘』シリーズ通して共通する要素が存在する。また、全作品がスーパーゲームボーイ対応となっており、スーパーファミコンとスーパーゲームボーイでプレイした場合はソフト1本のみで2人対戦が可能となっている。第2作『熱闘餓狼伝説2』以降の作品は全てスーパーゲームボーイ専用フレームが存在し、作品によってはスーパーゲームボーイ使用時のみに発動可能な隠しモードや、スーパーファミコンの音源を使用した追加効果音も存在した。
本シリーズの一部の作品は欧米でも発売されたが、この際にタイトルから「熱闘」の文字は外され、原作と同じタイトルにされている。ただし、『熱闘ザ・キング・オブ・ファイターズ'96』のみ「熱闘」を翻訳した『The King of Fighters: Heat of Battle』というタイトルとなっている。

## シリーズ作品
熱闘サムライスピリッツ （1994年6月30日発売）
『サムライスピリッツ』（SNK、1993年）のアレンジ移植版。開発はタムソフト。原作のキャラクターは全員参戦。さらに、セレクトボタンを使った簡単な隠しコマンドで、ボスキャラクターの天草四郎時貞に加え、本来プレイヤーキャラクターではない黒子と飛脚も本作独自の隠しキャラクターとして使用できる。この簡単な隠しコマンドは、後の『熱闘』シリーズにも一部の作品を除いて受け継がれている。
熱闘餓狼伝説2 -あらたなるたたかい- （1994年7月29日発売）
『餓狼伝説2 -新たなる闘い-』（SNK、1992年）のアレンジ移植版。原作のキャラクターは全員参戦し、さらに原作では使用できなかった、ボスキャラクターの三闘士（ビリー、アクセル、ローレンス）およびクラウザーを隠しコマンドで使用できる。また、コマンド技を使用すると、漫画の台詞のように技名をふきだしで表示する、ふきだしシステムを搭載している。ただし、原作にあった2ラインの概念はなく、1ライン格闘になっている。なお、本作以降のシリーズは全て得点の概念が無くなっており、ボーナスステージも存在しない。
熱闘ワールドヒーローズ2JET （1995年2月24日発売）
『ワールドヒーローズ2JET』（ADK、1994年）のアレンジ移植版。原作のキャラクターは全員参戦し、独自の超必殺技を追加、さらにボスキャラクターのゼウスも隠しコマンドで使用できる。また、スーパーゲームボーイ使用時のみゲームスピードを高速化できるモードも搭載している。なお、原作にあった対戦中の台詞演出は無くなっている。
熱闘闘神伝 （1996年3月22日発売）
『闘神伝』（タカラ、1995年）のアレンジ移植版。原作はプレイステーション用3D格闘ゲームだったが、本作は2Dにアレンジされている。原作の初代『闘神伝』のキャラクターは全員参戦し、隠しコマンドでボスキャラクターのガイアとショウに加え、『闘神伝2』のガイアIIとウラヌスを使用できる。また、「究極宝技」などの『闘神伝2』より実装された技も追加されている。
熱闘ザ・キング・オブ・ファイターズ'95 （1996年4月26日発売）
『ザ・キング・オブ・ファイターズ'95』（SNK、1995年）のアレンジ移植版（以下『KOF』）。原作から登場キャラクターが大幅に減少し、ライバルチームの3人（八神庵・如月影二・ビリー・カーン）が全員参戦している以外は決められたチームではなくバラバラの枠で参戦している。本作独自の乱入キャラクターとして『サムライスピリッツ』からナコルルが参戦し、ボスキャラクターの草薙柴舟、オメガ・ルガールとともに隠しコマンドで使用できる。また、隠しコマンドで同じキャラクター同士のチームを組んだり、コンピュータ同士の対戦を見ることもできる。
熱闘サムライスピリッツ 斬紅郎無双剣 （1996年8月23日発売）
『サムライスピリッツ 斬紅郎無双剣』（SNK、1995年）のアレンジ移植版。原作の千両狂死郎と花諷院骸羅は登場していないが、代わりに原作には登場しなかった柳生十兵衛と、ボスキャラクターの壬無月斬紅郎を隠しコマンドで使用できる。また、シリーズで唯一音声再生を実現している（但し、喋るのは勝利デモ時の台詞のみである）。
熱闘ザ・キング・オブ・ファイターズ'96 （1997年8月8日発売）
『ザ・キング・オブ・ファイターズ'96』（SNK、1996年）のアレンジ移植版。前作同様キャラクターは大幅に減少しているが、特定のキャラクター3人でチームを組むと特殊なイベントが発生する。本作独自の乱入キャラクターとして、『龍虎の拳』からMr.カラテや、『KOF'97』のような暴走キャラクター（庵'、レオナ' （-ダッシュ））が登場し、ボスキャラクターのカグラ（中ボス版神楽ちづる）、ゲーニッツとともに隠しコマンドで使用できる。前作『熱闘KOF'95』と同様に、同キャラクターのチームやCOM操作も可能なほか、ボタン同時押しだけの簡単操作で必殺技が使用可能な隠しモードも搭載している。
熱闘リアルバウト餓狼伝説スペシャル （1998年3月27日発売）
『リアルバウト餓狼伝説スペシャル』（SNK、1997年）のアレンジ移植版。キャラクター数は原作よりも減少しているが、隠しコマンドでボスキャラクターのギースと、『KOF』からの乱入ゲストキャラクターである八神庵を使用できる。

## その他
本シリーズには含まれないが、タカラより同様のコンセプトで、テレビアニメ『ビーストウォーズ 超生命体トランスフォーマー』のキャラクターをデフォルメした格闘ゲーム『決闘トランスフォーマー ビーストウォーズ ビースト戦士最強決定戦』が1999年3月19日に発売されている。